# Jenny Richardson
Jenny Richardson (* 2. Juni 2004 in Großbritannien) ist eine britische Schauspielerin.

## Leben
Richardson betrieb erfolgreich Wettkampf-Gymnastik. Von 2017 bis 2018 gehörte sie zudem der Theatergruppe des Laine Theatre Arts, einem College für Darstellende Künste, an. Von 2017 bis 2020 spielte Richardson in der Fernsehserie Eine lausige Hexe die Rolle der Esther Edel (im Original: Ethel Hallow), die sie in 52 Folgen verkörperte. Im Jahr 2023 spielte sie der Komödie Drei Gänge und ein Todesfall  mit.